# Leopold Caro

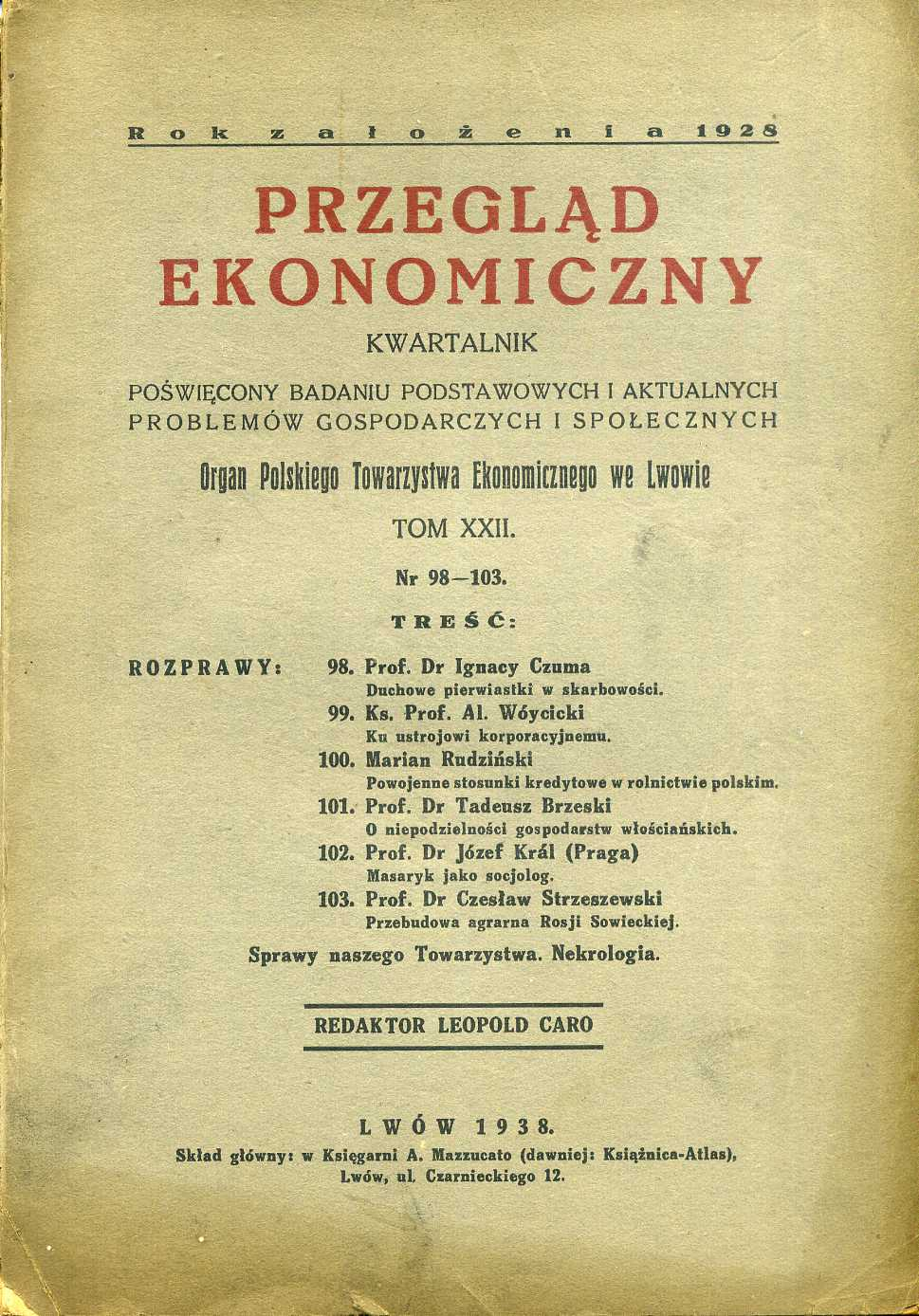
Okładka kwartalnika Przegląd Ekonomiczny redagowanego przez Leopolda Caro (1938)

Leopold Caro (ur. 27 maja 1864 we Lwowie, zm. 8 lutego 1939 tamże) – polski ekonomista, prawnik, działacz społeczny. Profesor Politechniki Lwowskiej. Przedstawiciel solidaryzmu katolickiego. 

## Życiorys
Ojciec Henryk Caro (zm. 1873) był uczestnikiem powstania styczniowego, pracował jako urzędnik Banku Hipotecznego, Leopolda wychowała  matka – Amelia Maria z Kolscherów. 
Dzieciństwo i młodość spędził we Lwowie. W 1881 ukończył z odznaczeniem C. K. IV Gimnazjum we Lwowie. W 1885 roku studia na Wydziale Prawa Uniwersytetu Lwowskiego. W dwa lata później uzyskał również na tej samej uczelni dyplom wydziału Filozoficznego oraz tytuł doktora praw.
Na dalsze studia, tym razem w zakresie ekonomii, wyjechał na Uniwersytet w Lipsku, gdzie uczestniczył w seminarium profesora Augusta von Miaskowskiego. Tam pod wpływem niemieckiej szkoły historycznej i francuskiego solidaryzmu społecznego ukształtowały się jego poglądy ekonomiczne i socjologiczne. Tam też zetknął się bliżej z katolicką nauką społeczną. W tym okresie zajmował się głównie zagadnieniami prawniczymi. Dopiero po powrocie z Lipska wykorzystując swoje wszechstronne wykształcenie, rozszerzał swoje zainteresowania naukowe na kwestie społeczne, ekonomiczne, socjologiczne, filozoficzne i historyczne.
W 1894 roku złożył egzamin adwokacki, po którym osiadł w Krakowie, gdzie pracował jako adwokat aż do roku 1914, działając jednocześnie w Towarzystwie dla Pielęgnowania Nauk Społecznych. W swoich ówczesnych pracach koncentrował się na problemach rozwoju rolnictwa oraz sytuacji ludności wiejskiej. Przeprowadził też dogłębne studia nad zagadnieniami emigracji i polityki emigracyjnej. Równocześnie atakował etykę judaizmu. Potępienie ze strony wielu środowisk żydowskich było ostateczną przyczyną przejścia Caro na katolicyzm w roku 1903. W pierwszej dekadzie XX wieku związał się z katolickim ruchem społecznym.
10 listopada 1896 ożenił się z Salomeą Chelińską. 
Po wybuchu I wojny światowej Caro został powołany do wojska. Służył w wojskowym korpusie sądowniczym; najpierw w armii cesarsko-królewskiej, później – ochotniczo – w polskiej, w której doszedł do stopnia pułkownika. Zdemobilizowany w 1920 roku powrócił na stałe do Lwowa (zamieszkał przy ulicy Akademickiej 21) i całkowicie poświęcił się pracy naukowej. W latach 1920–1939 był profesorem ekonomii społecznej i nauk prawnych Politechniki Lwowskiej. Brał udział w pracach komisji egzaminów prawniczych na Uniwersytecie im. Jana Kazimierza, a od 1923 roku prowadził tam wykłady z zakresu ekonomii. Należał do naukowców bardzo aktywnych, zarówno gdy idzie o liczbę publikacji, jak i działalność społeczną. W 1932 został wiceprzewodniczącym Rady Społecznej przy Prymasie Polski.
Caro przyczynił się w znacznej mierze do ukształtowania i rozwoju ruchu ekonomistów polskich. Podczas I Zjazdu Ekonomistów Polskich w Poznaniu w 1929 roku pełnił obowiązki wiceprzewodniczącego. Wygłosił tam referat o kartelach i ustawodawstwie kartelowym, który okazał się istotnym zaczynem dla podjęcia inicjatywy ustawodawczej. Był też członkiem Komisji Opiniodawczej Pracy przy Prezydium Rady Ministrów, zaznaczone opracowaniem 11 tematów szczegółowych i członkiem Lwowskiego Towarzystwa Naukowego. Często wysyłano go jako delegata na międzynarodowe kongresy i zjazdy naukowe m.in. do Berlina, Wiednia, Drezna, Pragi, Budapesztu i Bukaresztu. Był członkiem zwyczajnym Kasyna i Koła Literacko-Artystycznego we Lwowie.
Zmarł 8 lutego 1939 roku we Lwowie. Został pochowany na Cmentarzu Łyczakowskim we Lwowie.

## Działalność naukowa

### Działalność organizacyjna
Opublikował ponad 200 prac. Na jego spuściznę złożyło się kilkanaście książek oraz liczne rozprawy i artykuły zamieszczane od 1886 roku, ogółem w ponad 60 czasopismach i gazetach codziennych. Najwięcej jego publikacji zawierają roczniki „Przeglądu Powszechnego” (od 1893 roku) oraz organu Polskiego Towarzystwa Ekonomicznego we Lwowie „Przeglądu Ekonomicznego” (wychodził od 1928 roku; przez pierwsze cztery lata pod tytułem „Rozprawy i Sprawozdania PTE we Lwowie”). Caro pełnił funkcję redaktora naczelnego tego pisma. Samo PTE zostało powołane we Lwowie już w 1921 roku. W 1927 roku funkcję prezesa PTE objął Caro, który uczestniczył w pracach organizacji od jej powstania.

### Solidaryzm
Jest prekursorem polskiego solidaryzmu, rozwijając go w nurcie chrześcijańskim. Na rozwój jego koncepcji wpływ miała (przede wszystkim) katolicka nauka społeczna, a także Charles Gide, Leon Bourgeois, John Ruskin i Thomas Carlyle. W swoich społecznych i ekonomicznych analizach sprzeciwiał się zarówno koncepcjom indywidualistycznym (liberalizm i idea homo oeconomicus), jak i kolektywistycznym (socjalizm i idee przebudowy społeczeństwa poprzez prawo). Solidaryzm chrześcijański miał być drogą pomiędzy tymi dwoma skrajnościami.  Caro rozumiał społeczeństwo na sposób Arystotelesa i Tomasza z Akwinu, jako zorganizowaną wspólnotę dążącą do dobra wspólnego i kierowaną prawem naturalnym. 
Solidaryzm Caro opierał się na umiarkowanym interwencjonizmie państwowym, który łączył jednostki w dążeniu do wspólnego dobra, jednocześnie nie ograniczając nadmiernie ich wolności i kreatywności. Interwencjonizm ten miał polegać na porządkowaniu stosunków społecznych i ekonomicznych, kontrolę (w tym: nacjonalizację i monopol) nad produkcją dóbr mogących stanowić zagrożenie publiczne (alkohol, wyroby tytoniowe, broń). a także na działalności ograniczającej monopole prywatne. Struktura własności w gospodarce miała być zróżnicowana. Dominującą formą miała być własność prywatna, jednak obok niej miały występować własność państwowa i komunalna.
Solidaryzm oznaczał również obowiązki ze strony państwa dotyczące dbania o dobro jednostki. Oznaczało to m.in. rozwój opieki społecznej i prawa pracy.

## Najważniejsze prace
- Obecny stan sprawy indemnizacyjnej, Lwów 1890.
- Der Wucher, eine sozialpolitische Studie, Lipsk 1893.
- Die Judenfrage, eine ethische Frage, Lipsk 1893.
- Kwestia żydowska w świetle etyki z przedmową autora, Lwów 1893.
- Reforma kredytu włościańskiego, Kraków 1893.
- Pomoc dla rolników w Austrii, Lwów 1895.
- Nowy projekt ustawy przeciw opilstwu, Kraków 1902.
- Zawodowa organizacja rolników, Kraków 1902.
- Pomoc prawna, Kraków 1905.
- Studia społeczne, Kraków 1906.
- Arbeitsvermittung und Auswanderung, Praga 1907.
- Das Los unserer Auswanderer, Wiedeń 1907.
- Statystyka emigracji austro-węgierskiej i polskiej do Stanów Zjednoczonych Ameryki Północnej, Kraków 1907.
- Wychodźstwo polskie, Warszawa 1907.
- Das internationale problem der Auswanderungsfrage, Berlin 1908.
- Kwestia obecnego u nas bojkotu, Kraków 1908.
- Nowe drogi, Poznań 1908.
- Sądownictwo w sprawach agrarnych, Kraków 1908.
- Auswanderung und Auswanderungspolitik in Österreich, Lipsk 1909.
- Das internationale Problem der Auswanderungfrage, Berlin 1909.
- Socjologia, t. 1, Wstęp do socjologii, cz. 1, Lwów 1912.
- Emigracja polska, Lwów 1913.
- Emigracja i jej wpływ na stosunki zdrowotne ludności, Kraków 1914.
- Emigracja i polityka emigracyjna ze szczególnym uwzględnieniem stosunków polskich, Poznań 1914.
- Odprawa p. Hupce – Prawda o P. Tow. Emigracyjnym, Kraków 1914.
- Prawdziwa działalność P.T.E. – Ignorancja, czy zła wola?, Kraków 1914.
- Etyka w życiu publicznym, Kraków 1914.
- Problemy skarbowe państwa polskiego, Kraków 1919.
- Równomierność świadczeń w ustawodawstwie, Warszawa 1920.
- Prawdy i prawa w naukach społecznych, Lwów 1921.
- Ku nowej Polsce, Lwów 1923.
- Potrzeba poczucia państwowego u nas, Kraków 1924.
- W sprawie upaństwowienia kredytu, Kraków 1924.
- Zasady nauki ekonomii społecznej, Lwów 1926.
- Droga do odrodzenia społeczeństwa. Idee przewodnie encykliki Rerum Novarum, Kraków 1927.
- Myśli Japończyka o Polsce, Lwów 1927.
- Wesen und Grenzen der Sozialökonomik, Berlin 1928.
- Solidaryzm, jego zasady, dzieje i zastosowania, Lwów 1931.
- Czy i kiedy mamy oszczędzać?, Lwów 1932.
- Współczesne prądy gospodarcze a spółdzielczość, Lwów 1932.
- Reformy gospodarcze i społeczne faszyzmu, Warszawa 1933.
- Problem wywłaszczenia, Poznań 1934.
- Zmierzch kapitalizmu, Poznań 1934.
- Prawo ekonomiczne, a socjologiczne, Lwów 1935.
- Problem społeczny w katolickim oświetleniu, Poznań 1935.
- Solidaryzm i kapitalizm, Włocławek 1937.

## Ordery i odznaczenia
- Krzyż Komandorski Orderu Odrodzenia Polski (11 listopada 1936)[7][8][9]
- Medal Pamiątkowy za Wojnę 1918–1921[10]
- Medal Dziesięciolecia Odzyskanej Niepodległości[10]